# Gyrolepis
Gyrolepis è un genere di pesci ossei estinto, appartenente ai paleonisciformi. Visse tra il Triassico medio al Triassico superiore (circa 247 - 201 milioni di anni fa) e i suoi resti fossili sono stati ritrovati in Europa, Asia e Nordamerica.

## Descrizione
Questo pesce era di medie dimensioni e poteva raggiungere i 30 centimetri di lunghezza. Era dotato di un corpo sottile, con una testa stretta e lunga, terminante in un muso corto ma appuntito. Il suspensorium della mandibola era molto obliquo; i denti erano lunghi, sottili e conici. 
La pinna dorsale era di forma triangolare e appuntita, e si trovava nella metà posteriore del corpo. La pinna anale era sostanzialmente speculare a quella dorsale. Le pinne pettorali erano strette e lunghe, mentre quelle ventrali erano di forma triangolare. La pinna caudale era eterocerca e possedeva scaglie superiori appuntite. Le scaglie di Gyrolepis erano incise da solchi e disposte in file diagonali. 

## Classificazione
Gyrolepis venne descritto per la prima volta nel 1835 da Louis Agassiz nella monumentale opera Recherches sur les Poissons Fossiles. Fossili di questo pesce sono stati ritrovati in numerosissimi giacimenti europei che vanno dall'Anisico (Triassico medio) fino al Retico (Triassico superiore): resti attribuiti a Gyrolepis sono stati rinvenuti in numerosi stati europei: Belgio, Francia, Germania, Italia, Lussemburgo, Polonia, Spagna, Svizzera, Regno Unito e nelle isole Spitzbergen. Resti di Gyrolepis sono stati ritrovati anche in Cina, Pakistan, Arabia Saudita, Nevada e Arizona. 

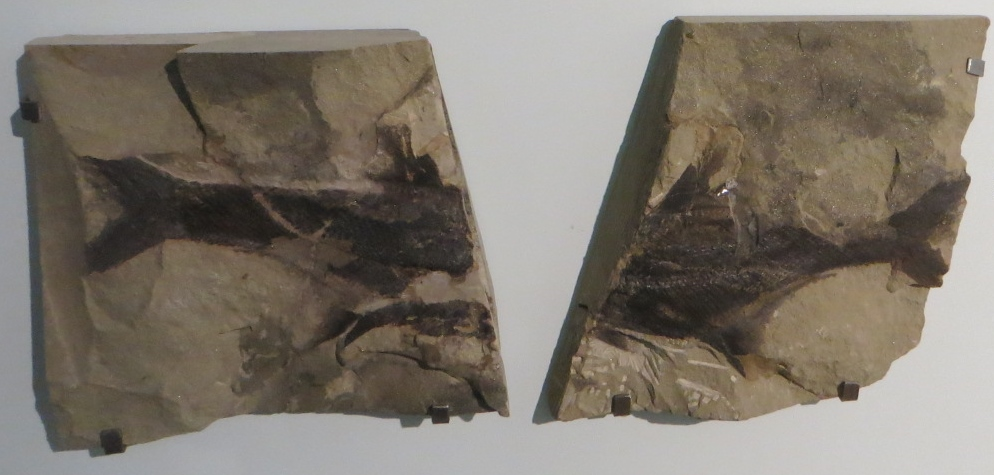
Fossile di Gyrolepis quenstedti

Tra le specie più note si ricordano Gyrolepis albertii e G. quenstedti, molto comuni in vari giacimenti europei, e G. biplicatus, proveniente dal giacimento di San Cassiano in Alto Adige.
Gyrolepis è classicamente considerato un rappresentante dei paleoniscidi, un gruppo di pesci ossei arcaici tipici del Paleozoico e dell'inizio del Mesozoico; ricerche più recenti hanno indicato una possibile appartenenza alla famiglia Acrolepidae, pur nell'ambito dei Palaeonisciformes (Chrzastek, 2008).